# Nima Arkani-Hamed
Nima Arkani-Hamed (em persa: نیما ارکانی-حامد; Houston, 5 de abril de 1972) é um físico estadunidense.
Foi professor da Universidade Harvard e trabalha desde 2008 no Instituto de Estudos Avançados de Princeton. Filho de iranianos, nasceu nos Estados Unidos e tem nacionalidade canadense.
Participou da 23ª Conferência de Solvay.